# Tentação de Cristo

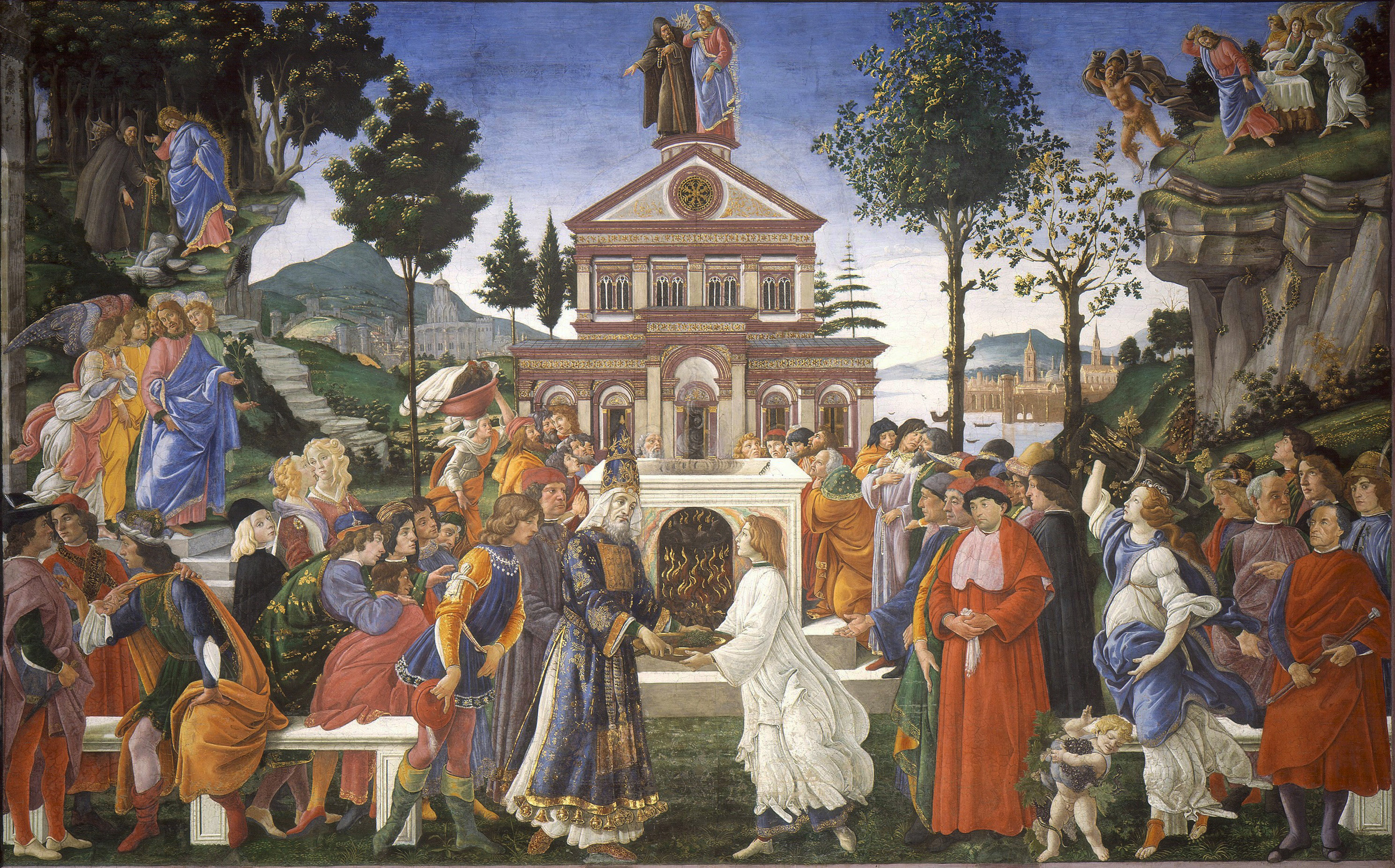
Tentações de Cristo.
1481-82. Por Botticelli, na Capela Sistina, no Vaticano.

A Tentação de Cristo é um episódio da vida de Jesus relatado nos evangelhos sinóticos (Mateus 4:1–11, Marcos 1:12,13 e Lucas 4:1–13) no qual, após ter sido batizado por João Batista, Jesus jejuou por quarenta dias e noites no deserto da Judeia. Durante este período, o Diabo apareceu para tentá-Lo. Recusando todas as ofertas do diabo, ele partiu e anjos então vieram para trazer algum sustento para Jesus.
O relato no Evangelho de Marcos é muito breve, apenas notando a ocorrência do episódio. Mateus e Lucas descrevem as tentações relatando detalhes das conversas entre Jesus e o diabo. Uma vez que os elementos que estão narrativa de Mateus e Lucas e não estão em Marcos são majoritariamente pares de citações ao invés de uma narração detalhada, muitos acadêmicos acreditam que estes detalhes adicionais se originaram da chamada Fonte Q. É de se notar que este episódio não aparece no Evangelho de João.

## Narrativa bíblica

### Tentações
Nos relatos de Lucas e de Mateus, a ordem das três tentações e o também a cronologia (durante e ao final do período da quaresma) diferem. Os três evangelistas deixam claro que o "o Espírito" guiou Jesus até o deserto, porém Marcos não provê mais detalhe algum, enquanto que, segundo Mateus e Lucas, o diabo tenta Jesus a:
- Transformar pedras em pão para aliviar a sua fome.
- Estando no pináculo do templo, que saltar para que os anjos o salvassem. O diabo cita Salmos 91:11–12 para mostrar que Deus havia prometido auxílio, embora ele implique que o trecho possa ser utilizado para justificar atos presunçosos, enquanto que o salmo apenas promete que Deus irá libertar os que confiarem n'Ele e O seguirem.
- Idolatrar o diabo em troca de todos os reinos do mundo. Lucas explicitamente alega que esta autoridade havia sido anteriormente dada ao próprio diabo.

Cada tentação ocorreu num lugar diferente:

#### Pedras em pães
O desafio para que Jesus transformasse pedras em pães ocorre no mesmo deserto onde Jesus estava jejuando. Alexander Jones afirma que, desde o século V, acredita-se que o deserto mencionado aqui seja a área rochosa e desabitada entre Jerusalém e Jericó, com um ponto no monte Quarantania tradicionalmente sendo considerado o local exato. O deserto era, na época, considerado como fora dos limites da sociedade e como o lar de demônios como Azazel (Levítico 16:10). Alguns autores interpretam esta referência ao deserto como uma comparação com Adão no Jardim do Éden, implicando que Jesus seria um novo Adão (veja Romanos 5). Porém, acadêmicos - como Gundry - rejeitam essa ideia, afirmando que em lugar algum do texto de Mateus aparece esta comparação e que, ao invés disso, o deserto seria mais uma alusão ao deserto pelo qual vagou o povo teste Êxodo e, mais especificamente, a Moisés.

#### Pináculo do templo
Após a primeira tentação ter sido rejeitada, o diabo leva Jesus para um alto pináculo, num templo que Mateus localiza numa "cidade sagrada". A maior parte dos cristãos consideram que a cidade é, inquestionavelmente, Jerusalém e o "templo" seria o Templo de Jerusalém. A versão de Lucas da história claramente identifica a cidade como sendo Jerusalém, talvez por que o destinatário de seu evangelho (identificado em Lucas 1:3 como sendo Teófilo) não fosse tão familiarizado com o judaísmo e precisasse da identificação da cidade para saber de qual templo se estava falando.
O que quer dizer a palavra tradicionalmente traduzida como "pináculo" não é totalmente clara, uma vez que a forma diminutiva grega pterugion ("asinha") não aparece em nenhum outro texto em um contexto arquitetural. Porém, a forma pterux ("grande asa") foi utilizada para descrever a extremidade pontiaguda de um edifício por Pollianus e Schweizer acredita que "pequena torre" ou "parapeito" seja uma escolha mais acurada. A Nova Bíblia de Jerusalém traduz o trecho como "parapeito". O único paralelo judaico sobrevivente da tentação utiliza a palavra šbyt ("teto" e não "asa"): "Nossos rabis relataram que na hora em que o Messias for revelado, ele virá e permanecerá no teto (šbyt) do templo" (Peshiqta Rabbati 62 c-d).
Gaundry lista três lugares no Templo de Jerusalém que se encaixam nesta descrição:
- No topo da torre principal do templo, sobre o próprio santuário, a uns 60 metros de altura. Os artistas geralmente representam este como sendo o local tradicional do evento.
- Sobre um lintel no portão principal de entrada no templo, a posição mais proeminente de onde a dupla poderia ser vista pelo povo.
- Uma torre no canto sudeste da muralha externa com vista para o vale do Cédron, de onde Tiago, o Justo, seria futuramente atirado para a morte.

#### Montanha e os reinos do mundo
Para a tentação final, o diabo leva Jesus para um lugar "muito alto", que Mateus explicitamente identifica como sendo um "monte muito alto", de onde "todos os reinos do mundo" podiam ser vistos. Interpretações sobre este trecho são:
- João Calvino apoia o ponto de vista de que o diabo de fato "levou" Jesus para uma "visão" de um lugar alto de onde ele poderia ver o mundo todo. A Bíblia de Genebra traduz a passagem desta forma. [Esta afirmação carece de fonte segura, pois tendo consultado a Bíblia de Genebra, não confirmei esta informação]
- "Reinos" pode ser uma referência ao poder ao invés da geografia.
- O diabo teria levado Jesus para o topo de uma montanha e, de lá, voado com ele por todo o mundo.
- A montanha não seria literal se a interpretação de que as tentações forem consideradas alusões ao que ocorria na mente de Jesus apenas.

#### Cuidado pelos anjos
Quando as tentações terminaram, a narrativa conta que o diabo partiu e Jesus foi "servido" por anjos. Na versão original grega de Mateus, o "diabo partiu" foi escrita no tempo presente histórico, indicando uma falta de permanência, ou seja, que o diabo voltaria depois para tentar Jesus novamente (o que Lucas deixa claro em sua versão). A palavra "serviram" é tradicionalmente interpretada como os anjos alimentando Jesus e, na arte, esta refeição é geralmente representada na forma de um banquete, com direita a uma detalhada descrição em "Paraíso Reconquistado", de John Milton. Este final prova que Jesus jamais perdeu sua fé em Deus durante as tentações. No "Rolo de Guerra" encontrado em Qumram, os anjos foram descritos como formando um exército para lutar contra o mal, o que é contraditório com a maioria das interpretações sobre a presença dos anjos nesta cena, mas que poderia indicar que eles estariam na verdade "servindo Jesus" expulsando o mal.
O ato de jejuar geralmente antecipava um período de grande conflito espiritual. Elias e Moisés, no Antigo Testamento, jejuaram por quarenta dias e noites e, assim, Jesus, ao fazer o mesmo, provocava uma comparação com estes eventos. Na época, quarenta era menos um número específico e mais uma expressão de uma quantia grande. Além disso, o jejum não implicava na completa abstinência de comida; consequentemente, Jesus pode ter sobrevivido da pouca comida que pode ser obtida nos desertos.

## Gênero literário

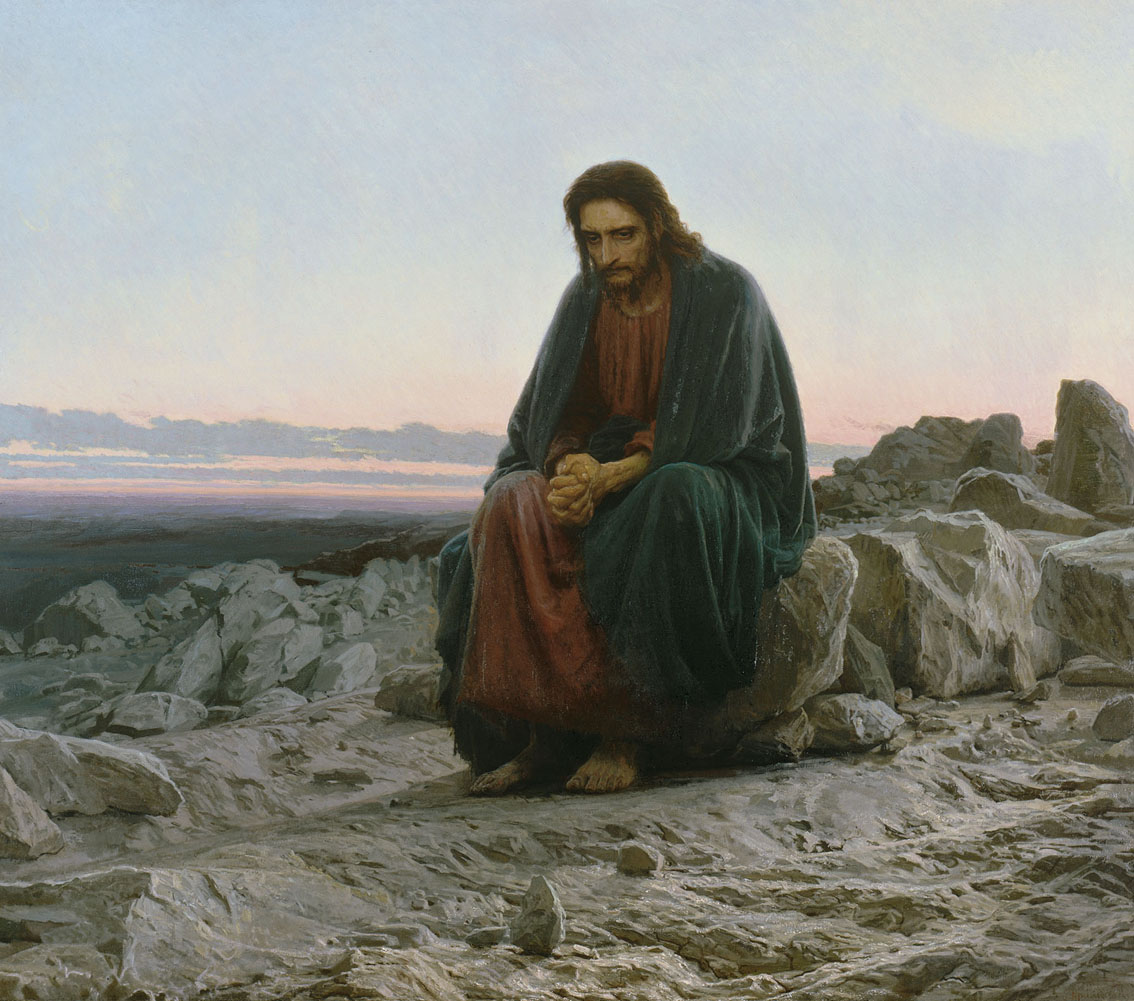
Cristo no deserto.
1872. Por I.N. Kramskoi (1837-1887).

### Parábola?
A discussão sobre o gênero literário inclui a definição de se este trecho é uma história, uma parábola, um mito ou uma composição de vários outros gêneros. Assim, ela faz referência à "realidade" do encontro. Ele é muita vezes tomado como sendo uma parábola, no sentido de que Jesus, em seu ministério, teria relatado aos seus discípulos e ouvintes as suas experiências interiores neste formato. Outras, como um trecho autobiográfico, sublinhando o tipo de Messias que Jesus pretendia se tornar. Escritores como William Barclay lembraram que "não há montanha alta o suficiente no mundo para seja possível vê-lo todo" como uma indicação de que o relato não deveria ser tomado no sentido literal e que a narrativa representa o que se passava na mente de Jesus e a possibilidade de um diabo não-literal.
O debate sobre a literalidade das tentações remonta a pelo menos a discussão de George Benson (m. 1762) e Hugh Farmer.

### Utilização de referências ao Antigo Testamento
O relato de Mateus se utiliza a linguagem do Antigo Testamento. A cena de um conflito entre "Jesus" e "o diabo" era algo familiar para os leitores contemporâneos de Mateus, pois relembrava a visão de um conflito entre Satã e um anjo de Deus. Na versão grega de Zacarias 3 da Septuaginta, o nome Iesous e o termo diabolos são idênticos aos termos gregos encontrados em Marcos 4. Adicionalmente, Mateus apresenta três passagens citadas por Jesus (Deuteronômio 8:3–31, Deuteronômio 6:13–31 e Deuteronômio 6:16–31) fora da ordem em que elas aparecem no Deuteronômio, mas na mesma sequência dos tormentos sofridos pelo povo hebreu enquanto vagava no deserto segundo o relato no Êxodo.
A narrativa de Lucas é similar, embora sua inversão entre a segunda e a terceira tentação "represente um movimento geográfico mais natural, do deserto para o templo". O verso final de Lucas, de que o diabo «apartou-se dele até ocasião oportuna» (Lucas 4:13) pode ser uma ligação com o evento ocorrido imediatamente depois, em Nazaré, quando a população tentou atirar Jesus de um penhasco ou seria uma antecipação do papel de Satã na Paixão (Lucas 22:3).

## Arte cristã
As tentações de Cristo tem sido um tema frequente na arte e literatura nos países de tradição cristã. Ela é, por exemplo, um tema central no épico em quatro volumes de John Milton, "Paraíso Reconquistado". "O Grande Inquisidor" de Dostoyevsky, parte dos Irmãos Karamazov, contém um extenso trecho sobre o tema. A obra Jesus Cristo Superstar, de Andrew Lloyd Webber, faz algumas referências ao fato de Jesus ter sido tentado por prazeres terrenos. Uma stanza num poema de Vinícius de Morais, "O Operário em Construção") também alude às tentações.